# Cade
Cade – jednostka osadnicza w Stanach Zjednoczonych, w stanie Luizjana, w parafii St. Martin.